# Centre pénitentiaire de Draguignan
Ne doit pas être confondu avec Maison d'arrêt de Draguignan.
Le centre pénitentiaire de Draguignan est un ancien établissement pénitentiaire français situé à Draguignan, dans le département du Var, en région Provence-Alpes-Côte d'Azur. Fermé à la suite d'inondations en 2010, il est démoli en 2018 et remplacé par la maison d'arrêt de Draguignan.

## Histoire

### Ouverture de l'établissement
Le centre pénitentiaire est mis en service en 1984.

### Évacuation et fermeture de l'établissement à la suite des inondations de 2010
Le centre pénitentiaire a dû être fermé à la suite des inondations du 15 juin 2010 qui frappèrent violemment l'arrondissement en général, et l'établissement pénitentiaire en particulier. Celui-ci, implanté sur un terrain en creux, en bas de la ville, a été complètement inondé, l'eau arrivant à 1,50 m du sol. Le bâtiment, construit avec des matériaux peu résistants et poreux, a été dans l'impossibilité d'accueillir des détenus et du personnel pénitentiaire.
L'étant étant montée jusqu'au premier étage et dans l'attente de l'évacuation, l'ensemble des détenus et du personnel s'est réfugié au deuxième étage des bâtiments. En outre, certains membres de la famille de détenus, en visite à l'occasion des parloirs, ont également été bloquées et ont du passer la nuit dans l'établissement dans l'attente d'une évacuation.
Le 15 juin 2010, 436 détenus, dont 25 femmes, ont finalement été évacués et transférés dans d'autres établissements, la sécurisation de l'évacuation ayant nécessité l'intervention des ERIS et des forces de l'ordre. Aucune personne n'a été blessé durant ces événements.
En juillet 2010, à la suite de ces événements et afin d'attirer l'attention sur l'avenir de l'établissement et sur leur propre avenir, le personnel du centre pénitentiaire cadenasse les grilles et retient les deux directeurs de l'établissement avec interdiction de sortir. En début d'après-midi, le mouvement se termine et les directeurs sont relâchés.
Les dégâts importants subis par l'établissement entrainent sa fermeture définitive.

### Démolition de l'établissement
Les travaux de démolition débutent le 27 octobre 2014,.
Le centre pénitentiaire de Draguignan a été démoli en 2018, après avoir cependant réalisé des opérations de désamiantage qui ont duré plusieurs mois. Un ancien mirador est cependant conservé afin de témoigner de la présence de l'établissement. Une partie des travaux de démolition a été initiée dès 2015 avec la démolition des logements de fonction.
En remplacement du centre pénitentiaire, une nouvelle maison d'arrêt est construite à l'extérieur de l'agglomération en remplacement, située au 3305 avenue Fred Scamaroni à Draguignan ; elle a ouvert ses portes en janvier 2018.

## Description
Située avenue Pierre-Brossolette, ce centre pénitentiaire pouvait accueillir jusqu'à 367 détenus. Il faisait partie d'un ensemble de trois établissements pénitentiaires construit sous le même plan, les deux autres étant le centre pénitentiaire de Lorient-Ploemeur et le centre pénitentiaire de Moulins-Yzeure.
Il dispose d'un quartier « Maison d'arrêt Hommes » de 136 places, d'un quartier « Maison d'arrêt Femmes » de 20 places, d'un quartier « Centre de détention » de 190 places et d'un quartier « Sortants/Semi-liberté » de 21 place. Lors de l'inondation ayant conduit à l'évacuation de l'établissement, le quartier « maison d'arrêt », considéré comme surpeuplée, accueillait plus de 270 détenus et le quartier « courtes peines » près de 190.

## Événements notables
Le 25 mars 2001, trois détenus du centre pénitentiaire de Draguignan, considérés comme dangereux, se sont évadés samedi par hélicoptère. Un commando, ayant pris en otage un pilote d'hélicoptère, est venu les récupérer en cours de promenade. Les trois détenus sont Abdelhamid Carnous, 29 ans, Émile Fornasari, 40 ans et Jean-Félix Lecas, 39 ans.